# Ska
Ska – styl muzyczny zapoczątkowany w drugiej połowie lat 50. w Kingston na Jamajce, będący prekursorem muzyki rocksteady, a w dalszej kolejności – reggae; charakteryzuje się przede wszystkim szybkim tempem, akcentem perkusyjnym kładzionym na drugą i czwartą miarę taktu oraz wyrazistą linią basu.

## Charakterystyka
Muzyka ska wykonywana jest w tempie od żywego po bardzo szybkie. Zdecydowanie przeważają w niej parzyste podziały rytmiczne. Świadcząca o pokrewieństwie z jazzem tendencja do używania rytmu synkopowanego występuje, ale nie jako cecha definiująca; natomiast jedną z najbardziej rozpoznawalnych cech rytmu ska jest dodatkowe akcentowanie elementów taktu zazwyczaj cichszych w innych stylach, czyli drugiej i czwartej miary w takcie. Funkcję tę najczęściej pełni gitara rytmiczna (tradycyjnie używano elektrycznych gitar orkiestrowych). Bardzo podkreślona jest rola kontrabasu bądź gitary basowej – linia basowa z reguły tradycyjnie akcentuje pierwszą i trzecią miarę taktu. Łącznikiem między sekcją rytmiczną i solową są zazwyczaj sekcje instrumentów dętych – tradycyjnie najczęściej puzonu i trąbki, rzadziej saksofonów. Partie solowe są improwizowane, jak w jazzie.
Muzyka ska niemal zawsze ma charakter ludyczny i rozrywkowy. Niezależnie od warstwy lirycznej – która może być bardzo poważna i poruszać tematy dalekie od beztroskiej rozrywki – zdecydowana większość utworów ma charakter taneczny. Styl ska pozbawiony jest skomplikowania formalnego i daleko posuniętej dbałości o formę. Może to być nawet powodem protekcjonalnego traktowania tego gatunku przez jazzmanów. Jednak ładunek emocjonalny, który w muzyce jazzowej bardzo często ulega zatarciu przez wyszukaną formę, w muzyce ska – przy zachowaniu zbliżonego instrumentarium i podobnej palety środków artystycznych – jest bardzo wyraźny.

## Historia
Styl Ska powstał pod wpływem połączenia takich gatunków muzycznych jak rhythm ‘n’ blues, calypso, jazz (szczególnie odmiana nowoorleańska) i swing. Słowo ska jest prawdopodobnie wyrazem dźwiękonaśladowczym, używanym przez DJ-ów, którzy w ten sposób zachęcali odbiorców do zabawy. Powstanie ska związane jest z sound systemami. Pierwszymi ich twórcami byli Duke Reid i Sir Coxsone. Dzięki nim świat poznał ska, reggae czy dub. Między dyskotekami tych DJ istniała silna rywalizacja (dochodziło m.in. do walk na noże). Te nieformalne sound systemowe walki miały swoje plusy – dzięki nim świat poznał takie osobistości jak np. Prince Buster czy Derrick Morgan.
Bardzo ważną rolę w powstaniu ska odegrali jamajscy jazzmani: muzycy, początkowo nabywani jako sesyjni, założyli grupę The Skatalites. Zespół ten jest uważany za klasyka gatunku ska. Dzięki jamajskim emigrantom styl ten w krótkim czasie dotarł na Wyspy Brytyjskie, gdzie został zaadaptowany przez białą młodzież spod sztandarów mods oraz skinheads. Pod koniec lat 60. ska zostało wyparte przez rocksteady.
Bob Marley, jeden z najpopularniejszych na świecie wykonawców reggae, na początku swojej kariery grał ska i rocksteady.
Po ponad dziesięcioletnim letargu, ska odkryto na nowo. Nowa forma stylu była bardziej energiczna. Druga połowa lat 70. to epoka punk rocka, który miał wpływ na brzmienie ska. Czołowe grupy tamtej dekady (The Specials, The Beat, The Selecter, The Bodysnachers, Madness, Bad Manners) stworzyły nowy rodzaj muzyczny – 2 Tone, nagrywając w legendarnej dziś wytwórni 2 Tone Records.
W drugiej połowie lat 90. XX wieku styl ska opanował USA i przyjął miano 3 wave ska (3 fala ska). Wtedy też powstały odmiany tego stylu: ska-core, ska punk, cyber-ska, acid-ska, swing-ska itp. Do najciekawszych grup 3 fali ska zaliczane są: The Toasters, Ska-P, Skalariak, Bim Skala Bim, Let's Go Bowling, Slackers, Skinnerbox, Hepcat, Mighty Mighty Bosstones czy Save Ferris.
Obecnie muzyka ska zwykle łączona jest z punkiem lub hardcorem.

## Ska w Polsce
W 1965 grupy Alibabki i Tajfuny wydały siedmiocalową epkę „W rytmach Jamajca Ska”, na której znalazły się utwory z tekstami Wojciecha Młynarskiego: Dykcja dla wszystkich, Już nie twist, Wash-Wash-Ska i Echo ska. Czwórka ta jest uważana za pierwszą polską płytę ska.
Za jednego z pierwszych polskich wykonawców grających muzykę ska uważa się formację Mr. Zoob. Wśród działających, mniej lub bardziej regularnie koncertujących, polskich zespołów ska wymienić można: 740 milionów oddechów, Horrorshow (obecnie zespół gra oi! z elementami ska), Skambomambo, Vespa, Cała Góra Barwinków, Skampararas, Wersja De Lux, Las Melinas, The Bartenders, Skankan, Sari Ska Band, Podwórkowi Chuligani, The Stylacja, UpBeat Quartet, The Mugshots. Wśród zespołów już nieistniejących wspomnieć należy o: Dr. Cycos, Ziggie Piggie, Black Gang, deSKa, Skauci, Skapoint, Banda de Chicas. W Polsce liczne zespoły punkowe (takie jak Alians, Farben Lehre, Śmierć Kliniczna, Exit from hell (E.F.H), Fate), inspirując się utworem „Punky Reggae Party” Boba Marleya, łączyły punk rocka ze ska oraz reggae.